# Araucariaceae

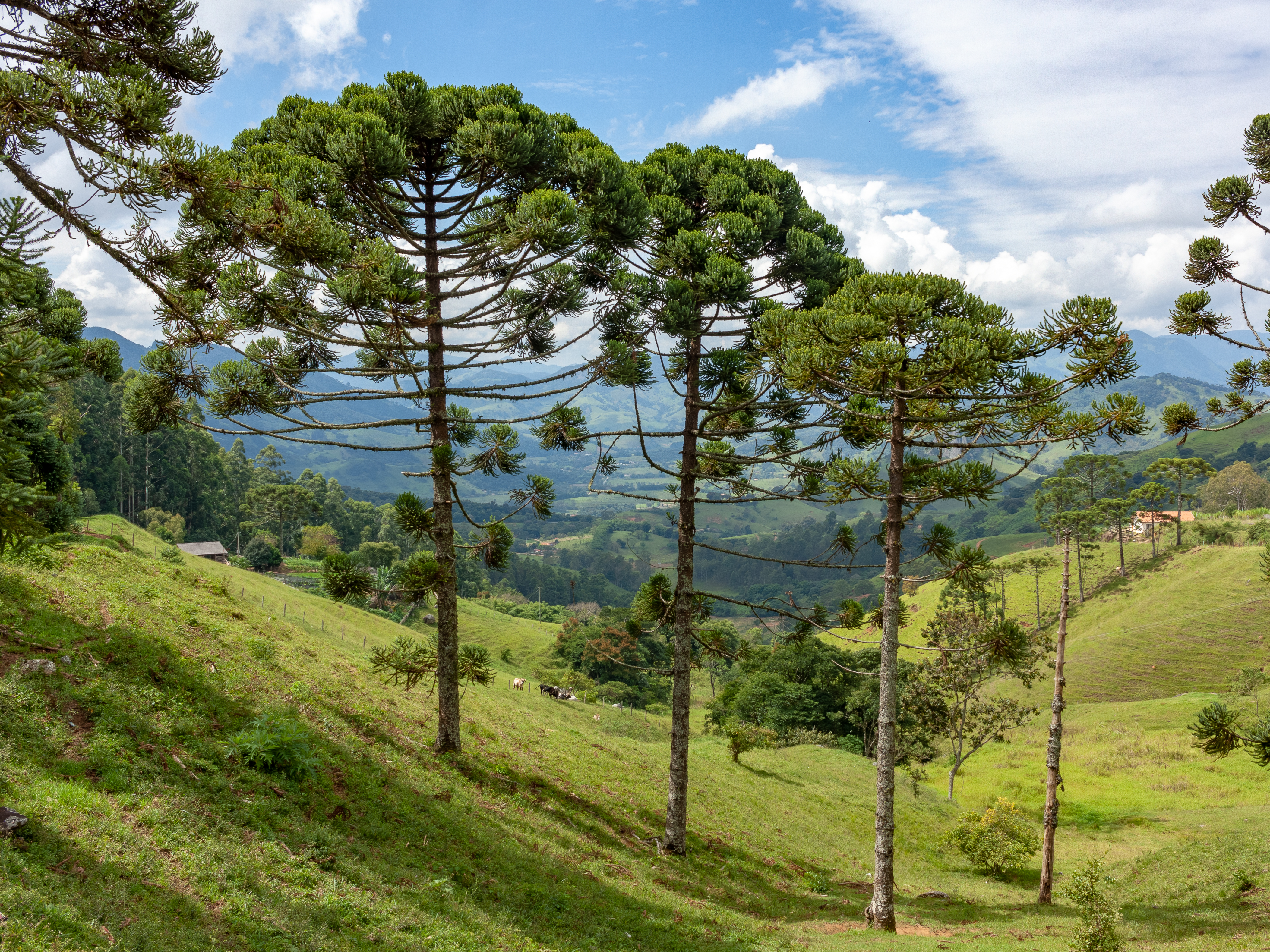
Araucaria angustifolia em Minas Gerais.

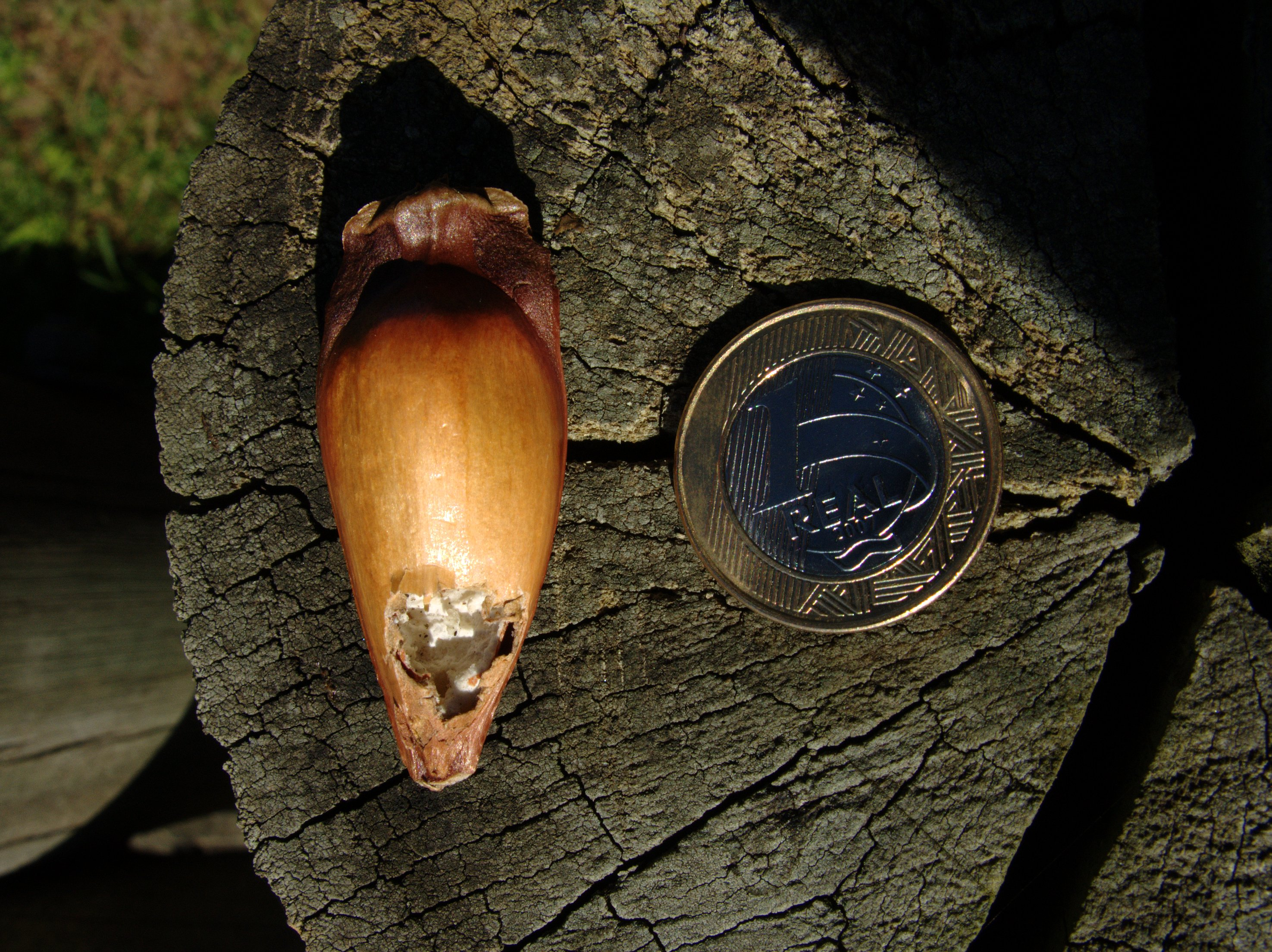
Semente de araucária, popularmente conhecida no Brasil como pinhão

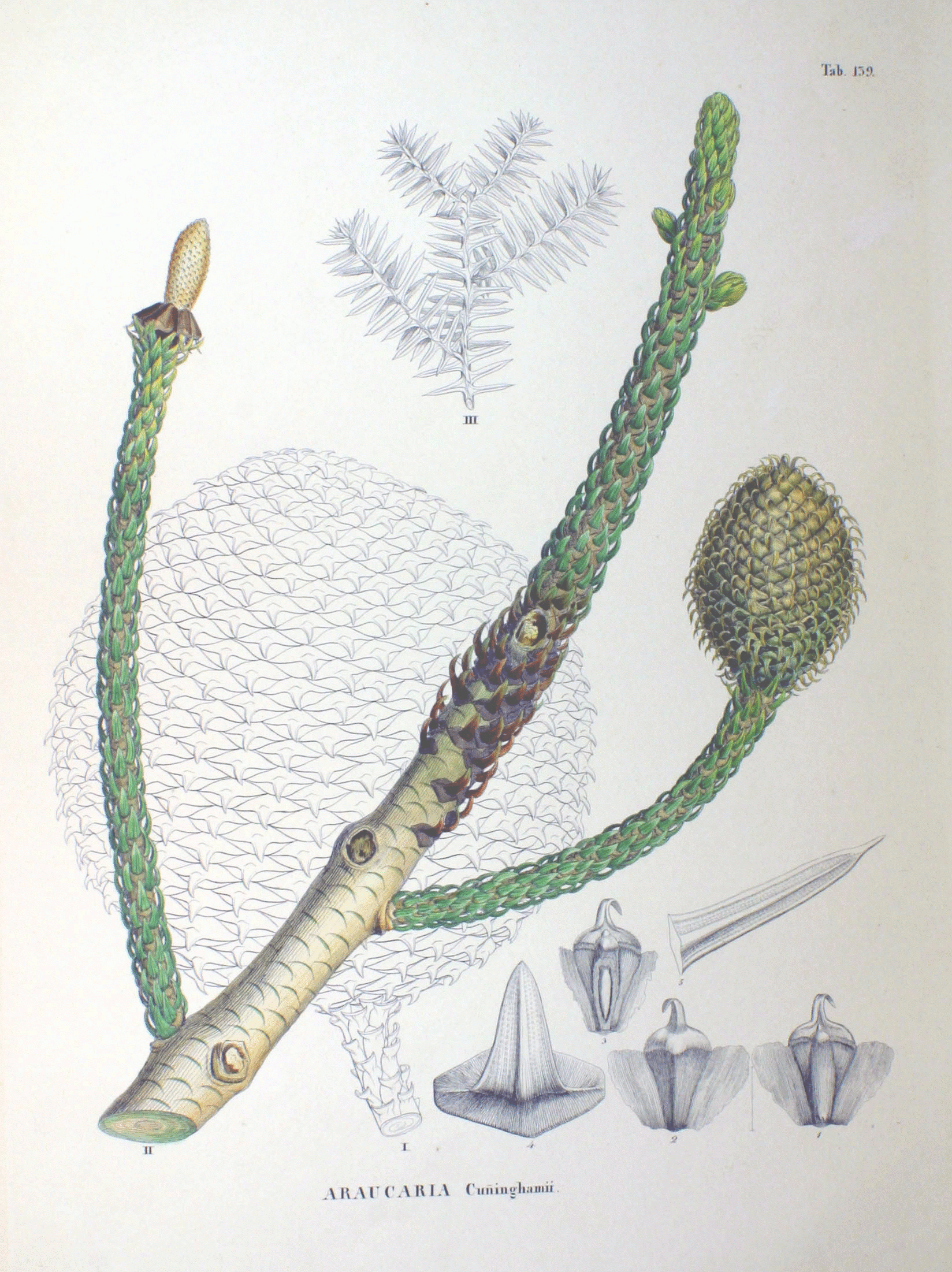
Cone masculino (menor) e feminino (maior) de Araucaria cunninghamii.

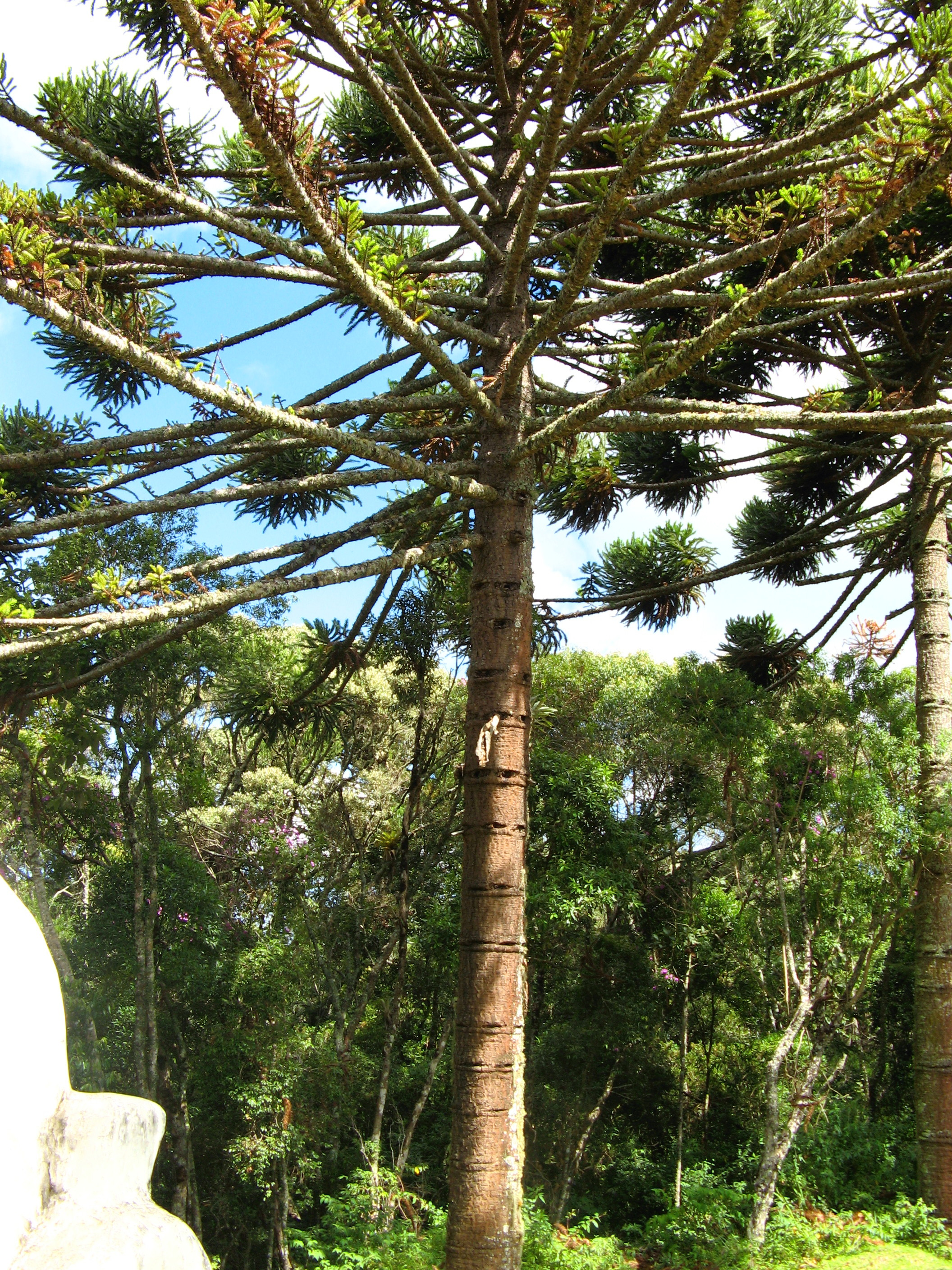
Araucaria angustifolia (pinheiro-do-paraná), uma Araucariaceae nativa do Brasil.

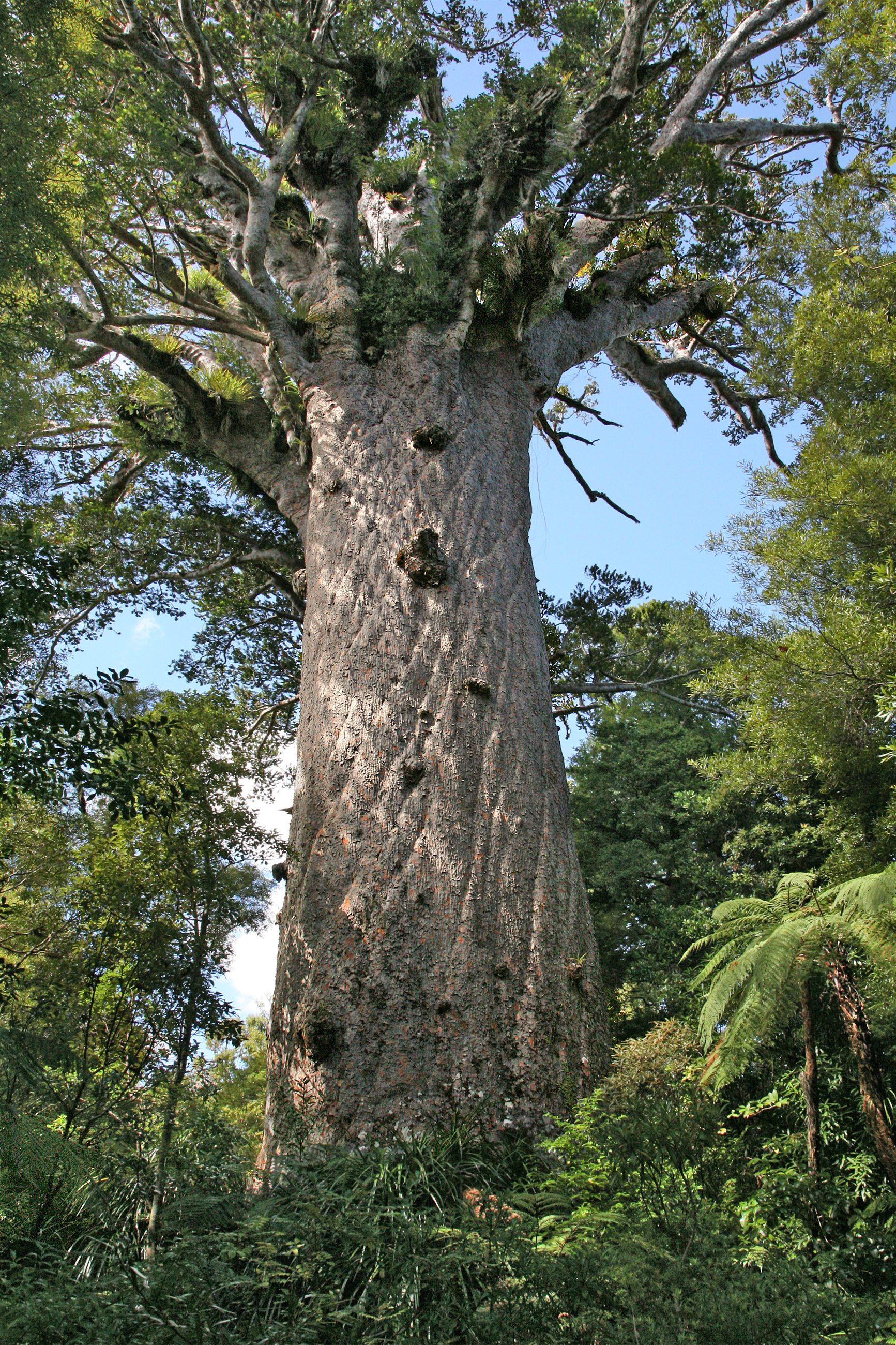
Tāne Mahuta ("Pai da Floresta"), um exemplar gigante de Agathis australis, na Nova Zelândia.

Araucariaceae é uma família de coníferas pertencente ao grupo das acrogimnospermas, as gimnospermas extantes, que agrupa 3 géneros e cerca de 32 espécies. O grupo atingiu a sua maior diversidade nos períodos Jurássico e Cretáceo, mas a maior parte das Araucariaceae do Hemisfério Norte desapareceu no evento de extinção do Cretáceo-Paleogeno, estando agora a sua distribuição natural em grande parte confinado ao Hemisfério Sul, com exceção de algumas espécies de Agathis que ocorrem na Malésia.
O pinheiro-do-paraná é o seu principal representante no Brasil. A importância económica das Araucariaceae inclui a extração de madeira de alta qualidade, a qual é muito utilizada para a construção de canoas e artesanato, e de resinas e âmbar. Algumas espécies são cultivadas como plantas ornamentais. As sementes de araucária são consumidas no Brasil com o nome de pinhão.

## Descrição

### Morfologia
Os membros da Araucariaceae são tipicamente árvores perenifólias muito altas, atingindo alturas de 60 m ou mais.  Também podem atingir diâmetros de caule muito grandes: uma árvore da Nova Zelândia, da espécie Agathis australis, conhecida por Tāne Mahuta (o Pai da Floresta), atingiu um diâmetro de 45,2 m de altura com um diâmetro à altura do peito de 491 cm. O seu volume de madeira total é calculado em 516,7 m3, tornando-a a terceira maior conífera depois de Sequoia e Sequoiadendron (ambos géneros da subfamília Sequoioideae das Cupressaceae).
São árvores monoicas ou dioicas e de crescimento monopodial, com ramos resinosos. Copa colunar, cónica nos indivíduos jovens, e corimbosa, posteriormente, nos indivíduos adultos, ou mantendo-se cónica.
Os troncos são colunares e têm medulas relativamente grandes com órtices resinosos. A ramificação é geralmente horizontal e em camadas, surgindo regularmente em verticilos de três a sete ramos ou alternando em pares amplamente separados.
As folhas podem ser pequenas, em forma de agulha e curvadas, ou podem ser grandes, amplamente ovadas e achatadas, geralmente com venação paralelinérvea, mas a maioria das folhas são pequenas, espiraladas ou opostas, simples, sem estípulas, sésseis ou pecioladas, escamiformes, triangular-lanceoladas a elípticas, monomórficas ou heteromórficas. A filotaxia é em espiral.
Tal como as restantes coníferas, as Araucariaceae produzem cones. Cada árvore pode ter cones masculinos (microstróbilos) e femininos, sendo nesse caso monoica, ou pode ter apenas cones masculinos ou femininos, sendo então dioica.
Os cones masculinos, os microstróbilos, são relativamente grandes, em média, dos maiores entre todos os cones de coníferas. São cilíndricos e pendentes, assemelhando-se um pouco a amentilhos. Nascem isoladamente nas pontas dos ramos ou nas axilas das folhas. Contêm numerosos esporófilos dispostos em espirais. Cada esporófito possui quatro a 20 sacos polínicos alongados, fixados na superfície inferior por uma das extremidades. Os grãos de pólen são redondos e não possuem asas ou sacos aéreos. Os numerosos microsporofilos estão dispostos helicoidalmente, agrupados ou solitários, coriáceos a sublenhosos, terminais a axilares.
Os cones femininos, ou cones ovulíferos, são também muito grandes, ovoides a globosos, geralmente eretos e terminais em rebentos curtos e grossos instalados nas pontas dos ramos. Brácteas presentes ou ausentes, imbricadas ou sobrepostas às escamas ovulíferas. As numerosas brácteas e escamas estão fundidas entre si ou separadas em metade do seu comprimento. As escamas ovulíferas são numerosas, dispostas helicoidalmente, coriáceas a lenhosas, portando um único óvulo na sua superfície superior, ao contrário das dois óvulos dos pinheiros verdadeiros (família Pinaceae).
As sementes são aladas ou concrescidas às escamas ovulíferas, separando-se deste na maturidade. O embrião tem de 2 a 4 cotilédones. São muito grandes, entre as maiores sementes das coníferas. São dispersas pelo vento (anemocoria), geralmente através de estruturas semelhantes a asas. Na maturidade, os cones femininos desprendem-se e caem ao chão. Devido ao seu tamanho, podem causar ferimentos graves se atingirem uma pessoa. Os cones da bunya-bunya, Araucaria bidwillii, por exemplo, chegam a pesar 10 kg, o tamanho e peso de um ananás grande. Podem cair de alturas de 23 m.

### Distribuição geográfica e ocorrência no Brasil
Atualmente, são conhecidas 41 espécies, em três géneros: Agathis, Araucaria e Wollemia, distribuídos em grande parte no Hemisfério Sul. A maior diversidade encontra-se, de longe, na Nova Caledónia (18 espécies), com outras na Austrália, Argentina, Nova Zelândia, Chile, sul do Brasil e Malésia.  Na Malésia, a Agathis estende-se por uma curta distância até ao Hemisfério Norte, atingindo a latitude de 18° N nas Filipinas.
Durante os períodos Jurássico e Cretáceo, a família Araucariaceae tinha espécies distribuídas pelo mundo todo. No entanto, ao final deste segundo período, todas estas populações foram extintas do Hemisfério Norte.
Atualmente, são encontradas no Hemisfério Sul, em regiões de clima tropical úmido, subtropical úmido ou tropical de altitude, distribuídas na América do Sul, Austrália e no Sudeste Asiático. Ocorrem nas florestas tropicais.
Os gêneros Agathis e Araucaria apresentam uma maior dispersão geográfica, em comparação com Wollemia, o qual é relictual e ocorre apenas na região sudeste da Austrália. Araucaria possui ampla distribuição ocorra na Austrália, Nova Guiné, Ilha Norfolk e Nova Caledônia. Esta última região é onde se encontra a maior taxa de diversidade deste gênero. Agathis estende-se pelas ilhas do Sudeste Asiático e Península Malaia.
No Brasil, apenas uma espécie é nativa: Araucaria angustifolia. Esta ocorre no Sudeste (Minas Gerais, Rio de Janeiro e São Paulo) e no Sul (Paraná, Rio Grande do Sul e Santa Catarina). Pode ser encontrada na Mata Atlântica, sendo a espécie arbórea dominante da floresta de araucárias.[carece de fontes?] Seu estado de preservação em São Paulo é considerado em perigo.

### Usos
Várias espécies desta família são árvores ornamentais muito populares em jardinagem e [paisagismo]] nas regiões subtropicais. Algumas são também árvores silvícolas muito importantes, produzindo madeira de elevada qualidade. Várias têm sementes comestíveis semelhantes aos pinhões e outras produzem resinas e âmbar valiosos.
Nas florestas onde ocorrem, são geralmente árvores dominantes, muitas vezes a maior espécie da floresta. A maior é a Araucaria hunsteinii, relatada com 89 m de altura na Nova Guiné, com várias outras espécies atingindo 50-65 m de altura. A Araucaria heterophylla, o pinheiro da ilha de Norfolk, é uma planta de paisagismo e doméstica bem conhecida deste táxon.
Há séculos que artesãos hábeis da província de Erzurum, na Turquia, utilizam madeira fossilizada de Araucariaceae para fabricar jóias e artigos decorativos. Esses produtos são conhecidos como "pedra de Oltu", nome que deriva da cidade de Oltu, onde é mais frequentemente escavada. Apesar dessa gema semipreciosa ser classificada como "pedra", a anatomia da madeira revela que se trata de pedaços fossilizados de troncos de Araucariacea.  A pedra de Oltu, também chamada de "âmbar negro", é exclusiva da Turquia, sendo baça e preta, mas quando polida, adquire um atraente brilho preto.

## Filogenia e taxonomia

### Filogenia
Araucariaceae pertence à classe Embryopsida, subclasse Pinidae, ordem Pinales. É constituída por três géneros viventes: Agathis, com cerca de 13 espécies encontradas na Australásia; Araucaria, com 20 espécies encontradas na Australásia e América do Sul; e Wollemia, com apenas uma espécie encontrada na Austrália. 
No género Araucaria, a filogenia é relativamente bem definida. Inicialmente, dois clados foram apontados dentro deste género: o primeiro consiste em todas as 16 espécies do grupo Eutacta, o segundo engloba os subgéneros Araucaria, Bunya e Intermedia. As 14 espécies encontradas na Nova Caledónia formam um grupo monofilético.  
No género Agathis, a filogenia não é tão bem definida, sendo um pouco controversa. Estudos sugerem uma diferenciação mais recente de suas espécies. 
Evidências moleculares, morfológicas e registos fósseis apontam que Agathis e Wollemia formam um grupo irmão, sendo que o genéro Araucaria, portanto, é o género irmão deste clado.
O cladograma que se segue apresenta a filogenia das Pinophyta baseada em análise cladística de dados moleculares, mostrando a posição das Araucariaceae dentro da divisão Pinophyta:
|  | Araucariaceae |
|  |               |
|  | Podocarpaceae |
|  |               |

|  | Cephalotaxaceae            |
|  |                            |
|  | \| \| Taxaceae \| \| \| \| |
|  |                            |
|  | Taxaceae                   |
|  |                            |

|  | Taxaceae |
|  |          |

|  | Cephalotaxaceae            |
|  |                            |
|  | \| \| Taxaceae \| \| \| \| |
|  |                            |
|  | Taxaceae                   |
|  |                            |

|  | Taxaceae |
|  |          |

|  | Cephalotaxaceae            |
|  |                            |
|  | \| \| Taxaceae \| \| \| \| |
|  |                            |
|  | Taxaceae                   |
|  |                            |

|  | Taxaceae |
|  |          |

|  | Cephalotaxaceae            |
|  |                            |
|  | \| \| Taxaceae \| \| \| \| |
|  |                            |
|  | Taxaceae                   |
|  |                            |

|  | Taxaceae |
|  |          |

|  | Araucariaceae |
|  |               |
|  | Podocarpaceae |
|  |               |

|  | Cephalotaxaceae            |
|  |                            |
|  | \| \| Taxaceae \| \| \| \| |
|  |                            |
|  | Taxaceae                   |
|  |                            |

|  | Taxaceae |
|  |          |

|  | Cephalotaxaceae            |
|  |                            |
|  | \| \| Taxaceae \| \| \| \| |
|  |                            |
|  | Taxaceae                   |
|  |                            |

|  | Taxaceae |
|  |          |

|  | Cephalotaxaceae            |
|  |                            |
|  | \| \| Taxaceae \| \| \| \| |
|  |                            |
|  | Taxaceae                   |
|  |                            |

|  | Taxaceae |
|  |          |

|  | Cephalotaxaceae            |
|  |                            |
|  | \| \| Taxaceae \| \| \| \| |
|  |                            |
|  | Taxaceae                   |
|  |                            |

|  | Taxaceae |
|  |          |

|  | Araucariaceae |
|  |               |
|  | Podocarpaceae |
|  |               |

|  | Cephalotaxaceae            |
|  |                            |
|  | \| \| Taxaceae \| \| \| \| |
|  |                            |
|  | Taxaceae                   |
|  |                            |

|  | Taxaceae |
|  |          |

|  | Cephalotaxaceae            |
|  |                            |
|  | \| \| Taxaceae \| \| \| \| |
|  |                            |
|  | Taxaceae                   |
|  |                            |

|  | Taxaceae |
|  |          |

|  | Cephalotaxaceae            |
|  |                            |
|  | \| \| Taxaceae \| \| \| \| |
|  |                            |
|  | Taxaceae                   |
|  |                            |

|  | Taxaceae |
|  |          |

|  | Cephalotaxaceae            |
|  |                            |
|  | \| \| Taxaceae \| \| \| \| |
|  |                            |
|  | Taxaceae                   |
|  |                            |

|  | Taxaceae |
|  |          |

|  | Araucariaceae |
|  |               |
|  | Podocarpaceae |
|  |               |

|  | Cephalotaxaceae            |
|  |                            |
|  | \| \| Taxaceae \| \| \| \| |
|  |                            |
|  | Taxaceae                   |
|  |                            |

|  | Taxaceae |
|  |          |

|  | Cephalotaxaceae            |
|  |                            |
|  | \| \| Taxaceae \| \| \| \| |
|  |                            |
|  | Taxaceae                   |
|  |                            |

|  | Taxaceae |
|  |          |

|  | Cephalotaxaceae            |
|  |                            |
|  | \| \| Taxaceae \| \| \| \| |
|  |                            |
|  | Taxaceae                   |
|  |                            |

|  | Taxaceae |
|  |          |

|  | Cephalotaxaceae            |
|  |                            |
|  | \| \| Taxaceae \| \| \| \| |
|  |                            |
|  | Taxaceae                   |
|  |                            |

|  | Taxaceae |
|  |          |

O cladogrma que se segue mostra as relações entre os membros extantes da família Araucariaceae:
|  | Araucaria                                            |
|  |                                                      |
|  | \| \| Wollemia \| \| \| \| \| \| Agathis \| \| \| \| |
|  |                                                      |
|  | Wollemia                                             |
|  |                                                      |
|  | Agathis                                              |
|  |                                                      |

|  | Wollemia |
|  |          |
|  | Agathis  |
|  |          |

|  | Araucaria                                            |
|  |                                                      |
|  | \| \| Wollemia \| \| \| \| \| \| Agathis \| \| \| \| |
|  |                                                      |
|  | Wollemia                                             |
|  |                                                      |
|  | Agathis                                              |
|  |                                                      |

|  | Wollemia |
|  |          |
|  | Agathis  |
|  |          |

Evidências moleculares sustentam que as famílias Araucariaceae e Podocarpaceae divergiram uma da outra durante o final do Permiano.

### Registo fóssil
Os fósseis que se acredita pertencerem a Araucariaceae incluem os géneros morfológicos Araucarites (vários), Agathoxylon e Araucarioxylon (madeira), Brachyphyllum (folhas), Araucariacites e Dilwynites (pólen), e Protodammara (cones).
Os registos fósseis definitivos mais antigos de Araucariaceae são do Jurássico Inferior, embora existam potenciais registos anteriores do Triássico Superior. Os primeiros representantes da Araucaria estão espalhados por ambos os hemisférios no Jurássico Médio, como a Araucaria mirabilis e a Araucaria sphaerocarpa, do Jurássico Médio da Argentina e da Inglaterra, respetivamente.
Os registos mais antigos da linhagem Wollemia-Agathis do Cretáceo, incluindo Emwadea microcarpa da Formação Winton da Austrália, de idade Albiana, e Wairarapaia mildenhallii do Albiano-Cenomaniano da Nova Zelândia.
Os fósseis mais antigos atualmente atribuíveis a Agathis são os de Agathis immortalis da Formação Salamanca da Patagónia, que data do Paleoceno, há aproximadamente 64,67-63,49 milhões de anos. Folhas semelhantes a Agathis também são conhecidas da Formação Lefipán, um pouco mais antiga, da mesma região, que data do final do Cretáceo.

### Géneros

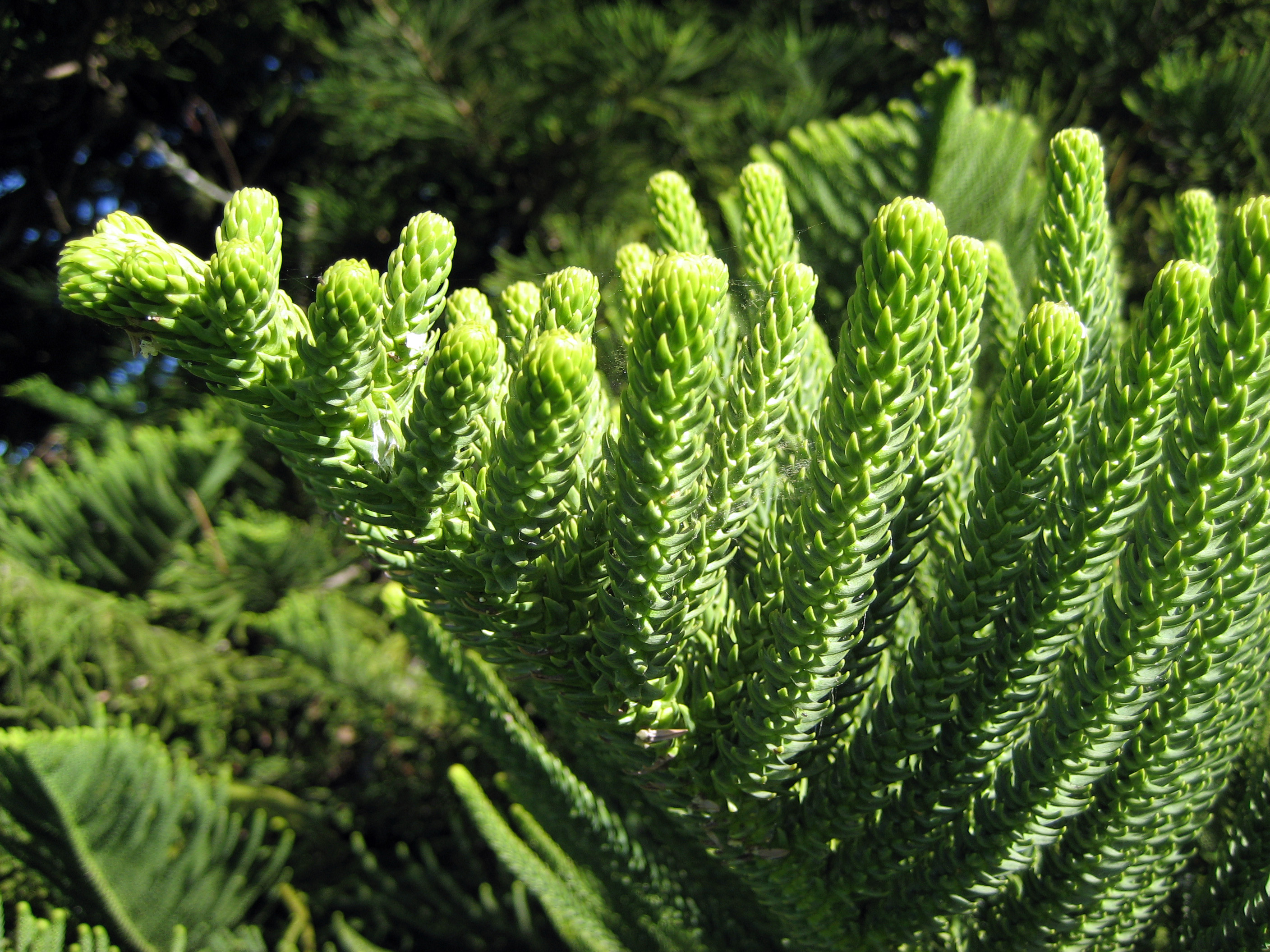
Araucaria heterophylla

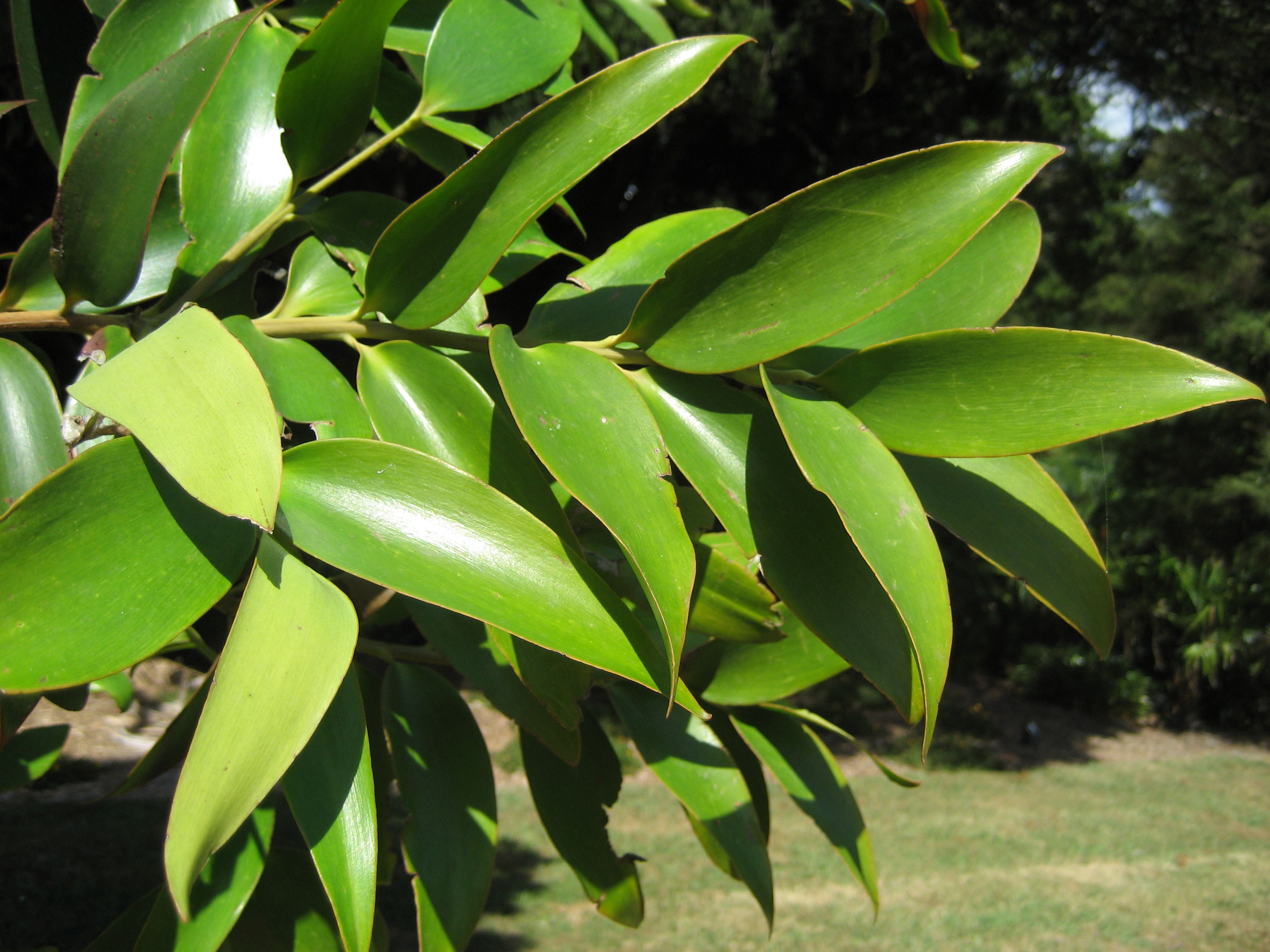
Agathis robusta

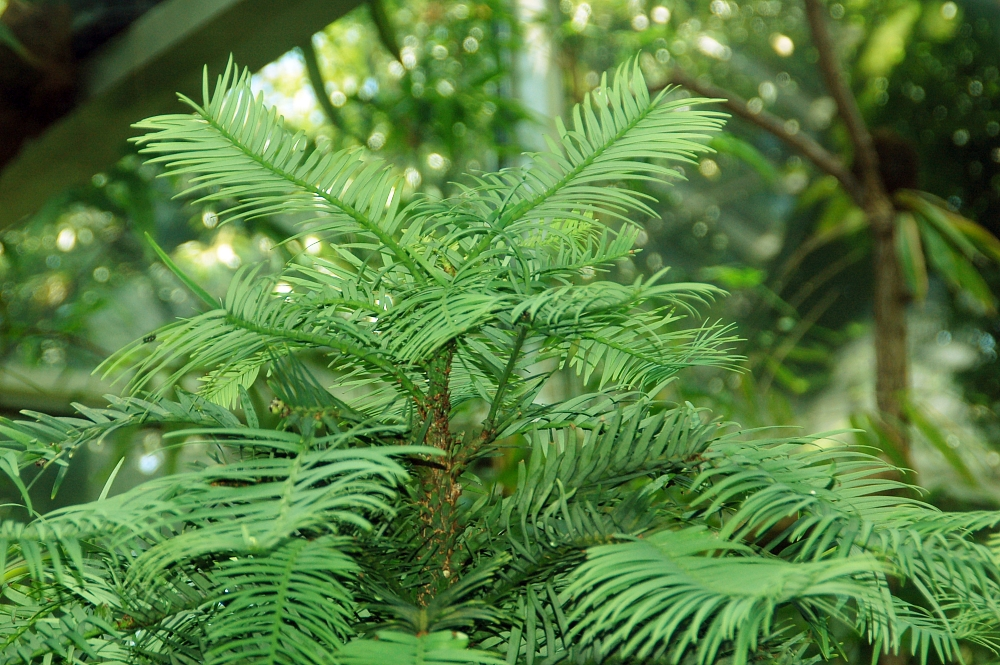
Wollemia nobilis

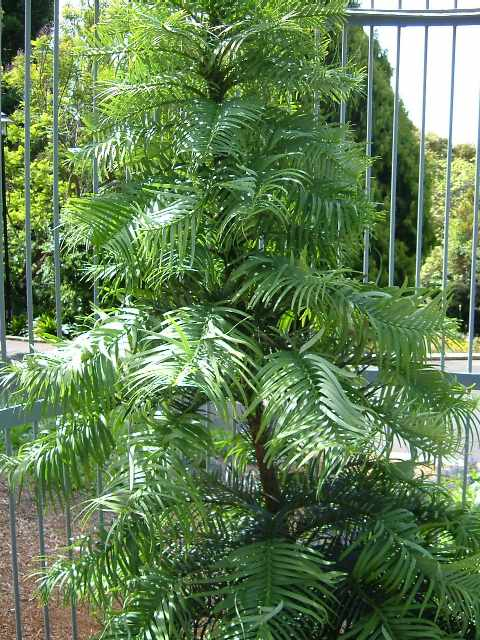
Wollemia nobilis

Araucariaceae é classificada na ordem Araucariales da classe Pinopsida da divisão Pinophyta, divisão que inclui todas as coníferas extantes. Durante muito tempo a família esteve integrada na ordem Pinales, mas recentemente Araucariaceae passou a integrar uma ordem separada, a ordem Araucariales. Araucariaceae contém três géneros extantes e cerca de 41 espécies.
| Imagem | Género                                      | Espécies extantes | Distribuição |
| ------ | ------------------------------------------- | --- | --- |
|        | Araucaria Jussieu                           | - Araucaria angustifolia – pinheiro-do-paraná - Araucaria araucana – pehuén - Araucaria bidwillii – bunya-bunya - Araucaria hunsteinii – klinki - Araucaria bernieri - Araucaria biramulata - Araucaria columnaris - - Araucaria cunninghamii - Araucaria goroensis - Araucaria heterophylla – - Araucaria humboldtensis - Araucaria laubenfelsii - Araucaria luxurians - Araucaria montana - Araucaria muelleri - Araucaria nemorosa - Araucaria rulei - Araucaria schmidii - Araucaria scopulorum - Araucaria subulata | Com 19 espécies vivas encontradas na Nova Caledónia (onde 13 espécies são endémicas), Ilha de Norfolk, Austrália, Nova Guiné, Argentina, Chile e Brasil. |
|        | Agathis Salisbury                           | - Agathis atropurpurea— black kauri, blue kauri (Queensland, Austrália) - Agathis australis— kauri (North Island, Nova Zelândia) - Agathis borneensis (oste da Malésia, Bornéu) - Agathis corbassonii— red kauri (Nova Caledónia) - Agathis dammara (sin.: A. alba, A. celebica, A. loranthifolia) — Bindang (leste da Malésia) - Agathis endertii (Bornéu) - Agathis flavescens (Malásia peninsular) - Agathis kinabaluensis (Bornéu) - Agathis labillardieri (Nova Guiné) - Agathis lanceolata (Nova Caledónia) - Agathis lenticula (Bornéu) - Agathis macrophylla (sin. A. vitiensis) — Pacific kauri, dakua (Fiji, Vanuatu, ilhas Solomon) - Agathis microstachya — bull kauri (Queensland, Austrália) - Agathis montana (Nova Caledónia) - Agathis moorei — white kauri (Nova Caledónia) - Agathis orbicula (Bornéu) - Agathis ovata (Nova Caledónia) - Agathis philippinensis (Filipinas, Sulawesi) - Agathis robusta — Queensland kauri (Queensland, Austrália; Nova Guiné) - Agathis silbae (Vanuatu) - Agathis spathulata — New Guinea kauri (Papua Nova Guiné) - Agathis zamunerae— Patagonia, América do Sul (Argentina) | Nova Zelândia, Austrália, Vanuatu, Nova Caledónia, Papua Nova Guiné, Indonésia, Malásia e Filipinas.                                                     |
|        | Wollemia W.G. Jones, K.D. Hill & J.M. Allen | - Wollemia nobilis | Endémica da Austrália. Só era conhecida através de restos fósseis antes da descoberta da espécie viva em 1994.                                           |